# ロイヤル・オードナンス
ロイヤル・オードナンス (Royal Ordnance plc) は、爆発物やリー・エンフィールドといった銃器、それらの弾薬、チャレンジャーといった戦車などの軍用車両を製造したイギリスの軍需企業であった。
1985年1月2日に公社 (Royal Ordnance plc) として作られた。イギリス政府が管轄していたロイヤル・オードナンス・ファクトリー (Royal Ordnance Factories; ROFs) の大多数を所有した。
1987年4月にロイヤル・オードナンス plc はブリティッシュ・エアロスペース (BAe) によって買収された。それは1999年のBAEシステムズに改編された。買収された後、ロイヤル・オードナンスあるいはRO ディフェンスとして、かつての名は20年ほど使われ、保持されたが、2004年にBAE システムズ・ランド・システムズ (BAE Systems Land Systems) の部門に組み込まれ、名称は使用されなくなった。